# Diego Colotto
Diego Daniel Colotto (Río Cuarto, 10 marzo 1981) è un ex calciatore argentino, di ruolo difensore.
Possiede il passaporto italiano.

## Palmarès

### Competizioni internazionali
- Coppa Intertoto UEFA: 1

Deportivo La Coruña: 2008

#### Competizioni nazionali
- Segunda División (Spagna): Segunda División

Deportivo La Coruña: 2011-2012